# Coregonus artedi
Coregonus artedi là một loài cá nước ngọt thuộc họ Cá hồi. Loài cá này sinh sống ở Bắc Mỹ.